# Histoire d'Aunay-sous-Crécy
 (décembre 2022).

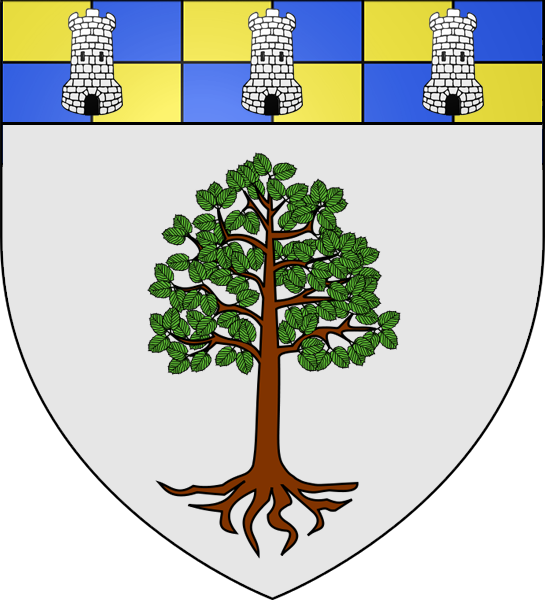
Blason d'Aunay-sous-Crécy

Les premières traces d'occupation humaine à Aunay-sous-Crécy, (Eure-et-Loir) attestées par des fouilles archéologiques, remontent à la préhistoire. L'occupation des lieux se poursuit à l'époque celtique et romaine. Le plus ancien texte évoquant la ville remonte à l'an 800. Peu de mentions de la ville sont disponibles jusqu'au XVIIIe siècle, où la seigneurie est vendue en 1747 à la Marquise de Pompadour, puis dix ans plus tard au duc de Penthièvre, et en 1775 au duc de Montmorency. Puis quelques événements  sont relatés aux XIXe et XXe siècles dans les archives, comme l'incendie du château en 1846, ou encore les épisodes de pollution de la rivière (1908, 1931, 1933).

## Préhistoire, Antiquité et Moyen Âge
La commune doit probablement son nom au fait que l'aulne y poussait en grande quantité. Ses noms latins sont : Alanetum, Alneium, Alnetum, Alneta, Alnidus et Aliniacus. Un diplôme mérovingien mentionne : Alnetum in pago Cenomanico. Tous ces mots signifient un lieu où croissent les aulnes, une aulnaie.
Le village est très ancien, lors de fouilles pratiquées par le frère Indes, du pensionnat Saint-Pierre de Dreux, en janvier 1873, au "champtier de la Hutte", il a été trouvé en abondance des débris d'archéologie préhistoriques, des silex taillés, des lames, pointes et hachettes des cavernes et un amas considérable d'os de cheval, de bœuf, de renne, de marmotte et de blaireau. On a également trouvé au "Bois des Aises" des briques romaines, des monnaies et des haches celtiques. En face de la gare, dans le petit bois appelé "les vieux murs", on a trouvé des squelettes, une médaille de Constantin Ier (empereur romain), des objets de bronze et une pierre celtique.
Le plus ancien document concernant la commune date des années 800. Il s'agit de la traduction d'un passage la concernant dans le Polyptyque d'Irminon, abbé de Saint-Germain-des-Prés (Paris), dénombrant les manses (habitation rurale avec les terres y attachées) et revenus de l'Abbaye à l'époque de Charlemagne : La précaire que tient Aclevertus dans le village d'Aunay. Il y là une manse seigneurial (indominicatum) avec maison (casa) et bâtients (casticiis) suffisants. À ce manse appartiennent 15 bonniers (1 bonnier = 1,40 hectare) de terre labourable, 4 arpents de pré, 8 bonniers de bois, un moulin à farine. Il y a là une église bien construite. À cette église appartiennent 12 bonniers de terre labourable, et deux hôtes qui font une journée (de travail) chaque semaine et lui paient une poule avec les œufs. Anstasius, maire et colon, tient une manse avec 12 bonniers de terre labourable ; il paie pour l'ost un mouton et un muid d'épeautre. Il fait le charroi du vin avec un bœuf, (il doit) 100 bardeaux, 3 poules avec les œufs. Il fait les corvées et (laboure) une raie et (doit) deux journées par semaine.
Puis, avant 1080, le village passa dans les biens de Saint-Père-en-Vallée, la grande abbaye de Chartres.
La commune est désignée dans les chartes, dès le XIe siècle, sous les noms de Allum, Alaretum, Alnetum.
Avant 1080, Hisnard, chevalier, seigneur de Boissy, fait à l'Abbaye de Saint-Père, plusieurs donations au nombre desquelles figure la dîme du moulin d'Aulnay, et la dîme des deniers qu'il recevait pour le droit qu'avaient les religieux de mener leurs pourceaux dans ses bois pour y paître le gland et la faîne. Cette donation fut faite avec le consentement de son fils, de ses deux filles, et d'Albérède, leur mère ; elle fut confirmée par Eudes, son seigneur suzerain.
Au XIIIe siècle la paroisse d'Aunay et Couvé (Allum et Coveium) avait 135 paroissiens dont 60 pour Aunay.

## Les seigneurs
Se sont succédé les seigneurs suivants :
- la famille de Gauville : Simon (mentionné en 1398), puis Robert (mentionné en 1440), puis Charles (mentionné en 1499).
- Jean de Graffart (sa veuve est mentionnée en 1537).
- Charles de Douault (mentionné en 1665), condamné en 1670 par jugement du présidial de Chartres à avoir la tête tranchée pour meurtre.
- la famille de la Vergne : Vincent qui le 22 avril 1671 achète les terres et seigneuries d'Aunay, du Nouvet, du Bois des Aises et leurs dépendances pour 70.300 livres. Puis Philippe (mentionné en 1675), puis Jullien Philippe (mentionné en 1725).

Le 4 août 1747 le sieur de la Vergne vend à la Marquise de Pompadour, dame de Crécy, la seigneurie d'Aunay, moyennant 140.000 livres. Elle y fait faire de 1748 à 1754 des travaux pour un montant de 2.903.267 livres.
Le 21 septembre 1757, la totalité des domaines dépendant du marquisat de Crécy (dont dépendait la seigneurie d'Aunay) fut vendue au duc de Penthièvre, dernier comte de Dreux, moyennant 1.750.000 livres. Celui-ci fait du château se trouvant à Crécy-Couvé un rendez-vous de chasse.
Le 21 décembre 1775, le duc de Penthièvre revendit les domaines au duc de Montmorency qui les laissa dans le plus complet abandon.
En 1791, la veuve du duc de Montmorency, Louise Pauline Françoise de Montmorency-Luxembourg, émigra.
Le 29 février 1792, les domaines furent saisis et vendus en 1795 comme Biens nationaux. En ce qui concerne Aunay, les biens vendus furent : le château (en grande partie détruit à la Révolution française), la ferme du Bois des Aises, la ferme de Villiers, le moulin à blé, le moulin à tan, des près et des terres labourables.
Par la suite, le bois des aises fut acheté le 22 février 1805 par Joachim Rigault, au nom de Madame de Montmorency.

## La paroisse
En 1758, la paroisse d'Aulnay-sous-Crécy (Alnetum) est une annexe de la paroisse de Crécy-Couvé. En 1803, elle est réunie à celle de Crécy-Couvé. En 1807, elle est réunie à celle de Tréon et en 1860 elle est érigée en paroisse.
Ses curés et desservants sont par ordre chronologique : Jean Brissonnet (mort en 1536), Pierre Piébourg (1536), Ambroise De la Noë (1640), Pierre Renouard (1669), Giboust (1698, mort en 1701 à 32 ans), Jacques Pavie (1701, mort en 1707), F. Escuyer (1707, mort en 1726), René Chatel (1726, mort en 1737 à 52 ans), G. Chatel, neveu du précédent (1737), Beslon (1757, desservant), Delabarre-Duparcq (1766), Le Bretton (1770), Lebois (1782).

## XIXesiècle
- Recensement de 1821

Le recensement fait en 1821 donne 256 habitants à Aunay.
- Novembre 1827, le moulin d'Aunay-sous-Crécy est à louer :

Le Moulin d'Aunay-sous-Crécy, en très bon état, avec tous les bâtiments qui en dépendent, plus cinq hectares de bons prés, pâtures, terres à filasses et terres labourables. La roue et le grand rouet sont neufs et construits sur un nouveau modèle qui doit produire beaucoup plus d'ouvrages. Ce moulin appartient à Madame veuve Deshommets, d'Aunay. À louer présentement en l'étude de Maître Bouvyer, notaire à Dreux, pour entrer en jouissance de suite.
- Avril 1842, le château et le moulin d'Aunay-sous-Crécy sont à vendre :

Vente 1°) du château d'Aunay-sous-Crécy, pouvant servir à un bel établissement industriel. Ses circonstances et dépendances, consistant en terres, près, jardin anglais, îlots, plantations, digues, vergers, avenue, pièces d'eau, canaux, etc. ; le tout d'une superficie d'environ six hectares. 2°) d'un moulin à blé, cour, jardin, prés, pâtures en dépendant. 3°) d'une filature à coton, bâtie sur la rivière Blaise. Ensemble tout le matériel qui la compose, et une petite maison servant de logement au contremaître de l'établissement. Cours et chute d'eau de la force de plus de trente chevaux. La filature est située commune de Crécy-Couvé. En l'étude et par le ministère de Maître Rousseau, notaire à Dreux, le dimanche 8 mai 1842, heure de midi. Les mises à prix qui pourront être réduites d'un cinquième, sont : l'article 1er : 150.000 francs, l'article 2ème : 25.000 francs et l'article 3ème (loué 15.000 francs par an) : 160.000 francs. Pour visiter les lieux s'adresser notamment à Madame Deshommets, propriétaire, demeurant à Aunay-sous-Crécy.
- 6 décembre 1846, les restes du château en flamme :

Le dimanche 6 décembre 1846, vers les cinq heures du matin, le feu éclate dans le corps de bâtiments formant les restes de l'ancien château d'Aunay, dans lequel M. Ray-Anquetil, manufacturier, avait établi une fabrique de lacets. Ce corps de bâtiments, élevé de deux étages, rempli d'un grand nombre de métiers à lacets, est rapidement la proie des flammes. Les machines sont détruites par le feu à l'exception de celles qui se trouvent au rez-de-chaussée. Des bâtiments, appartenant à Monsieur Canuel, banquier à Dreux, il ne reste que les quatre murs. Les ouvriers de la fabrique se retrouvent alors sans emploi. Le 23 février 1884, Aimé Hurel acquis à Aunay-sous-Crécy une propriété de 7 hectares 61 ares et 50 centiares qui était l'ancien château ruiné par la Révolution et ses dépendances, il y installa son usine d'engrais chimiques.
- 1848, la filature est à vendre aux enchères :

Le 17 décembre 1848 est prévue en l'étude de Maître Breulier, avoué à Dreux, l'adjudication de la filature à coton, avec métiers, machine à vapeur, gazomètre, pavillon d'habitation, grands jardins, bureaux et autres bâtiments et dépendances, appartenant à Raymond Anquetil. La mise à prix est fixée à 29,700 francs.
- Recensement de 1851

Le recensement fait en 1851 donne 396 habitants à Aunay, soit 140 de plus qu'en 1821. Il y a 111 maisons et 123 ménages, La population se répartit comme suit : Aunay-sous-Crécy, 333 habitants ; le Bois-des-Aises, 5 habitants ; Masserville, 41 habitants ; le Printemps, 8 habitants et Villiers 9 habitants.
- 1853, le loup mutile gravement deux jeunes filles :

Deux jeunes, deux sœurs, viennent d'éprouver le même jour un supplice du même genre dans l'usine exploitée à Aunay-sous-Crécy, par MM. Poisson et compagnie. Ausonie Crosson, âgée de seize ans, avait pour occupation habituelle d'approvisionner un loup, occupation qui consiste à placer sur une toile, tendue par deux rouleaux, des matières premières qui sont aussitôt saisies, divisées et battues par un tambour cylindrique avec une effrayante vitesse de rotation. Dernièrement, la jeune fille vaquait à son travail, lorsque ses vêtements, tout à coup engagés dans les rouages, l'entraînèrent vers le redoutable appareil, qui lui déchiqueta la cuisse et lui mit les chairs en lambeaux. On se hâta d'emporter la pauvre enfant, puis elle fut remplacée devant la fatale machine par sa sœur Pauline, âgée de 22 ans. Quelques moments plus tard, un cri déchirant se fit entendre. C'était celui d'une seconde victime, mutilée encore plus affreusement que la première. La main droite avait été surprise à son tour et le mécanisme s'était arrêté qu'après avoir broyé tout l'avant-droit. Ausonie et sa sœur furent conduites à l'hôpital de Dreux où l'aînée a subi depuis une amputation pratiquée au-dessus du coude.
- 1870-1871, l'invasion prussienne :

Selon le rapport du maire, Monsieur Hoddé, la commune a été envahie à trois reprises : le 25 novembre 1870 par le 2e régiment d'infanterie bavaroise, le 4 janvier 1871 par le 82e régiment d'infanterie prussienne et les 13 et 14 mars 1871 par le 71e régiment d'infanterie et train d'équipages, 4e corps. Ces occupations donnèrent lieu à des réquisitions et des vols.
- 1873, inauguration de la ligne de chemin de fer Chartres-Dreux, passant par Aunay-sous-Crécy :

C'est en avril 1873 que sont réalisés les premiers essais de la ligne de chemin de fer Chartres-Dreux, passant par Aunay-sous-Crécy. Parti de Chartres à 10 heures 37 minutes, un train spécial, dans lequel sont montés M. Cucheval-Clarigny, administrateur délégué et les ingénieurs et entrepreneurs de la section Chartres-Dreux, a franchi la distance en une heure et demie. Six stations se trouvent sur le parcours : Bailleau-l'Évêque, Clévilliers, Theuvy-Achères, Saint-Sauveur-Levasville, Morvillette et Aunay-sous-Crécy. La ligne fut officiellement inaugurée le 28 juillet 1873, en présence de M. Léon Hector Louis, comte de Perthuis de Laillevault, préfet d'Eure-et-Loir, entouré des ingénieurs du département de Francfort et d'Asbonne, des membres du Conseil général, de M. Cucheval, administrateur de la Compagnie Orléans-Rouen, des ingénieurs Mors, de Kidder, Fabre et Juteau, etc. À chaque gare où le train observe une halte, le maire, ceint de l'écharpe tricolore, accueille le préfet et les autorités. Après cette inauguration, la mise en exploitation de la ligne débuta le 4 août 1873, le premier train partit de Chartres à 9 h. 45 et arriva à Dreux à 11 h. 30.
- 1876, projet de construction d'une école, d'une mairie et d'un arsenal :

Une annonce publiée dans le journal indique plusieurs projets : "Adjudication de travaux. Le maire de la commune d'Aunay-sous-Crécy donne avis que le dimanche 30 avril 1876, à midi et demi très précis, il sera procédé par devant lui, en la salle de la mairie, à l'adjudication d'une école et mairie, avec appropriation du Logement pour l'instituteur, du Mobilier scolaire pour la classe et d'un Arsenal de pompes. Le devis, dressé par M. Leloup, architecte à Chartres, s'élève, y compris une somme à valoir pour travaux imprévus et les honoraires de l'architecte, à la somme de 10 269 francs 98 c. L'adjudication sera faite en un seul lot et par voies de soumissions cachetées sous timbre, d'après un modèle spécial. Le rabais sera exprimé en centimes et sans fractions. Les plans, devis, cahier des charges et modèle de soumissions sont déposés au secrétariat de la mairie, où on peut en prendre connaissance. Le Maire, Hoddé."
- 1876, un drame à la ferme du Printemps :

On nous signale un bien triste accident arrivé ces jours derniers à la ferme du Printemps, commune d'Aunay-sous-Crécy. De jeunes enfants étaient réunis le soir autour d'une table, sur laquelle leur mère exposait des paquets de bonbons qu'elle avait rapportés pour chacun d'eux. Tout à coup l'aîné, dans un brusque mouvement, renversa la lampe de pétrole qui les éclairait et l'huile se répandit aussitôt sur son jeune frère âgé de 3 ans. En vain la mère, saisie de frayeur, lui enveloppa-t-elle la tête avec son tablier pour étouffer le feu. Rien n'y fit. Le malheureux enfant eut la figure littéralement brûlée et expira après d'horribles souffrances.
- 1883-1884, création du nouveau cimetière :

Après diverses délibérations datant de 1881 et 1882 décidant la translation du cimetière, dans sa séance du 21 août 1883, le conseil municipal décide la création d'un nouveau cimetière. Les travaux, notamment de terrassement et les murs sont réalisés par Marcel Desdoigts, entrepreneur à Aunay-sous-Crécy, et réceptionnés le 22 novembre 1884. Par arrêté en date du 14 février 1932, le maire invite les familles qui possèdent encore des monuments funéraires, croix ou autres objets funéraires sur des tombes abandonnées de l'ancien cimetière, à enlever ces objets dans le délai de trois mois. À défaut, après un délai de trois mois, la commune se charge de les enlever et de les déposer derrière l'église où ils resteront pendant une année.
- 1896, une employée frappée par son maître à la ferme du Bois des Aises :

Madame Percebois, demeurant à la ferme du Bois des Aises, avait à son service la nommée Armandine Tanaisie, âgée de 21 ans. Dernièrement, ayant eu à se plaindre de cette fille, elle lui fit une observation et l'accompagna d'une gifle qu'Armandine Tanaisie lui rendit immédiatement. M. Percebois étant arrivé à ce moment, pris son fouet, et du manche en frappa si brutalement la malheureuse, qu'elle a dû recevoir les soins d'un médecin. Une enquête a été ouverte sur ces faits.
- 1899, découverte d'ossements humains anciens :

En janvier 1899, des ossements sont découverts au champtier des Huttons, dans le jardin de Monsieur Poussin, dans une tranchée d'une soixantaine de centimètres de large qu'il a creusée pour y planter des pommiers. L'un des crânes est normal, plutôt petit, l'autre gros, difforme, ayant une mâchoire très proéminente, a malheureusement été brisé d'un coup de pioche. Les deux squelettes se trouvent côte à côte, presque superposés, l'un couché sur le dos, l'autre, couché sur le ventre. Monsieur Poussin fils ayant eu l'idée de prolonger la tranchée, découvre à proximité une dizaine de pierres taillées qui se trouvent entre deux gros silex. La gendarmerie, informée de la découverte s'est rendue sur les lieux pour se livrer à une enquête. Le 15 janvier 1899, Monsieur Fouju, puis, le 29 janvier 1899, Monsieur Capitan, tous deux membres de la Société d'Anthropologie de Paris, se rendent à Aunay-sous-Crécy pour les examiner, mais ils ne parviennent pas à les dater. Monsieur Capitan, dans son rapport, indique toutefois que "celui dont la face subsiste a un aspect qui rappelle le type de Cro-Magnon."
- 1900, élections municipales :

Aux élections municipales de mai 1900, M. Hurel est élu maire et M. Jules Blin est élu adjoint au maire.

## XXesiècle
- Mai 1904, suicide d'une bonne

Le 8 mai 1904, Marie Lenouvel, originaire des Côtes-du-Nord, employée comme bonne depuis sept ans chez Monsieur et Madame Blin, cultivateurs à la ferme de Villiers, met fin à ses jours en s'asphyxiant dans sa chambre à l'aide d'un réchaud rempli de charbon de bois. C'est Madame Blin qui, en rentrant le soir vers 9 heures à la ferme, découvrit le cadavre de la jeune fille. On attribue ce suicide à un chagrin d'amour.
- 1904, élections municipales :

Aux élections municipales de mai 1904, sur 86 électeurs inscrits, il y a 75 votants. Sont élus : M. Hurel, 47 voix, Langlois, 41 voix, Brière, 37 voix, Poussin, 36 voix et Guerinot, 34 voix. Paul Hurel est élu maire et P. Poussin, adjoint.
- Août 1905, Une bande d'apaches répand la terreur à Aunay-sous-Crécy

Exploit d'apaches : depuis quelque temps, une bande qui semble s'être établie à Aunay-sous-Crécy y répand la terreur : en pleine nuit, il y a quelques semaines, le maréchal-ferrant fut réveillé en sursaut et roué de coups ; la toiture d'un mur entourant la propriété de la veuve D... fut détruite et enlevée ; deux cyclistes sont arrêtés par cette bande en malmenés de la façon la plus brutale. L'un de ceux-ci, M. D... a eu sa bicyclette brisée.
- Mai 1906, les élections législatives

Sur 84 électeurs inscrits, il y a 79 votants, M. Azard reçoit 34 voix, Maurice Viollette reçoit 44 voix et il y a un bulletin nul. Maurice Viollette est élu député d'Eure-et-Loir dans la circonscription.
- Juin 1906, vol de cuivre à l'usine Hurel

M.Hurel, industriel à Aunay-sous-Crécy, s'apercevait que depuis quelque temps la provision de rognures de cuivre rouge nécessaire à sa fabrication diminuait avec un rapidité anormale. Il fit un inventaire et constata qu'il lui manquait plus de 400 kilos de cuivre, ayant une valeur de 900 francs. Supposant que ce cuivre lui avait été volé par les ouvriers et qu'il avait été vendu à des chiffonniers de Dreux M. Hurel vint prévenir le commissaire de police et celui-ci fit des perquisitions qui amenèrent la découverte, chez M. Verdier, chiffonnier, rue du Val-des-Caves, de 38 kilos de cuivre volé. M. Verdier déclara avoir acheté ce cuivre à l'un des ouvriers de l'usine qui demeure dans la même rue...
- Juin 1906, création de la Société d'assurance mutuelle contre la mortalité des animaux de l'espèce bovine

Le 30 juin 1906 est fondée à Tréon, sous la présidence de M. Allard, professeur d'agriculture, la Société d'assurance mutuelle contre la mortalité des animaux de l'espèce bovine des communes de Tréon, Aunay-sous-Crécy, Crécy-Couvé et Saulnières. À la suite de la constitution de la société, sont élus : Asther Andrieux, cultivateur à Tréon, président, Zéphyr Brière, cultivateur au Printemps, vice-président.
- Mars 1908, la rivière empoisonnée

À la suite d'un accident survenu en mars 1908 dans l'usine Hurel, une certaine quantité d'acide sulfurique s'écoule dans la rivière, tuant plusieurs poissons. À la demande de l'administration des Eaux et Forêts, Monsieur Hurel est poursuivi devant le tribunal correctionnel de Dreux. L'audience se tient le 27 décembre 1909. Paul Hurel explique que c'est à la suite d'un accident survenu à une cuve que l'acide est tombé dans la rivière, une des feuilles de plomb était de qualité défectueuse et il y a eu une fissure.
- Mai 1908, les élections municipales

Aux élections municipales du 3 mai 1908, sont élus : Paul Hurel, L. Brière, Blin, Jumelle, Poussin, Guerinot, Adam et Langlois. Edgar Jumelle est élu maire et le restera jusqu'en 1920.
- 24 juillet 1909, le conseil municipal de Dreux s'inquiète des déversements de l'usine Hurel

Maurice Viollette, maire de Dreux : "Vous savez que le conseil municipal s'est ému des déversements d'acide sulfurique arrivés à plusieurs reprises à l'usine Hurel et pouvant faire craindre une contamination de la rivière. La commission départementale d'hygiène et la commission sanitaire ont étudié les moyens d'empêcher le retour de pareils accidents. Ces commissions ont décidé qu'il y avait lieu d'inviter MM. Hurel à garnir de gouttières les toits des bâtiments où se fabrique l'acide sulfurique, à supprimer les caniveaux et rigoles qui emmènent les eaux d'égouts à la rivière ; à creuser deux puisards destinés à recevoir les résidus d'acide et à diriger vers ces puisards les gouttières et caniveaux par des pentes."
- 14 août 1909, attribution des biens de la fabrique

Par décret du 14 août 1909, le Président de la République Armand Fallières attribue à la commune, à défaut de bureau de bienfaisance, les biens ayant appartenu à la fabrique de l'église d'Aunay-sous-Crécy, alors placés sous séquestre.
- 19 octobre 1909, dissolution du conseil municipal et nouvelles élections

Par décret du 19 octobre 1909, le Président de la République, Armand Fallières dissout le conseil municipal «considérant que par suite des divisions profondes existant au sein du conseil municipal de la commune d'Aunay-sous-Crécy (Eure-et-Loir) aucune des affaires soumises à cette assemblée ne peut aboutir et que, notamment, le budget communal n'a pu être voté. Considérant que cet état de choses, en se prolongeant serait de nature à compromettre gravement les intérêts de la commune.» À la suite de cette dissolution et dans l'attente de nouvelles élections, il fut institué "une délégation spéciale" pour remplir les fonctions du conseil municipal, composée de M. Edgar Jumelle, ancien maire, président, et de Messieurs Bourgeois et Desdoigts, membres. De nouvelles élections ont lieu le 21 novembre 1909 à l'effet d'élire dix conseillers municipaux. Sont élus : Paul Hurel (41 voix), Zéphir Brière (39 voix), Edgar Jumelle (37 voix), Foucault (36 voix), Poussin (36 voix) et Langlois (36 voix) et il y a ballotage pour quatre sièges. De nouvelles élections ont lieu le 28 novembre 1909 et sont élus Messieurs Desdoigts, Maillard, Letertre et Blin. À la suite de ces élections, le 5 décembre 1909, Monsieur Edgar Jumelle est élu maire avec 6 voix recueillies contre 5 à son concurrent, Monsieur Zéphir Brière.
- 1916, quatre abonnés au téléphone[41] :
  - Aimé Hurel et ses fils, produits chimiques
  - Paul-Ernest Poussin, horticulteur-primeuriste
  - Café du Chemin de fer, Jules Bazille, horticulteur
  - Léon Desdoigts, négociant en pailles et fourrages.

Trente-quatre ans après, en 1950, le nombre d'abonnés a très peu augmenté, il y en a présent huit : Allain, agriculteur aux Bois des Aises, Blin, agriculteur à la ferme de Villiers, la société Boivin et Puis aux Bois des Aises, Marcel Desdoigts, produits agricoles, les établissements Hurel, engrais, Le Goff, cafetier, Lesdanon, assureur et Marvin.
- 1920, édification du monument aux morts

Le monument commémoratif de la Première Guerre mondiale comprenant un soldat sur la défensive sur un socle, avec plaque en marbre incrustée dans le socle est réalisé par H. Percheron, fabricant de caveaux, monuments et chapelles funéraires à Dreux 56 rue Saint-Jean.
- 11 novembre 1920, inauguration du monument aux morts

Après un service funèbre à l'église en l'honneur des enfants de la commune morts pour la France et une distribution de vivres aux indigents le matin, la population se réunit dans l'après-midi devant la mairie, puis monte au cimetière. Les groupes y pénètrent dans l'ordre suivant : les sapeurs-pompiers, les enfants de l'école, les anciens mobilisés, les familles, le conseil municipal et les habitants d'Aunay-sous-Crécy et des communes voisines, soit environ 300 personnes. Le monument aux morts est entouré pour la circonstance de faisceaux de drapeaux, des couronnes et des gerbes de fleurs sont déposées à son pied. Puis l'adjudant Armand Beaumont énonce les noms de ceux dont le nom est inscrit sur le monument, à chacun des noms énoncés, le soldat Maillard répond soit « mort pour la France », soit « mort au champ d'honneur ». Ensuite, la jeune écolière Simonne Réault dit les strophes du « soldat » puis sa camarade Simonne Duchesne déclame le poème de Victor Hugo « Gloire à notre France éternelle ». Ensuite, Monsieur Edgar Jumelle, l'ancien maire, prononce un discours, en remplacement de Monsieur Paul Poussin, dont le fils est mort à la guerre ; puis Paul Hurel prononce un discours en sa qualité d'ancien mobilisé. Enfin, le maire d'Aunay-sous-Crécy prononce quelques paroles émues et adresse tous ses remerciements aux personnes présentes et tout le monde quitte le cimetière dans le plus profond recueillement.
- Mars 1921, Thomas l'Algérien agresse le cafetier d'Aunay-sous-Crécy

Renvoyé de l'usine de Saulnières, employé par l'usine Hurel, ivrogne, Joseph Thomas dit l'Algérien (car né à Mustapha), 25 ans, assène plusieurs coups de bâton sur la tête et le corps d'Angenard, cafetier, qui a refusé de le servir. Il passe au tribunal correctionnel de Dreux le 19 avril 1921, avec deux complices (Joseph Aubault, 27 ans, ouvrier d'usine, sans domicile fixe, et Fernand Poisson, 25 ans, ouvrier d'usine, demeurant à Tréon), inculpé de bris de clôture, voies de fait et coups et blessures.
- 21 janvier 1924, publication de la création de l'association des anciens combattants

Par déclaration du 21 janvier 1924, il est créé une "Amicale des anciens combattants et démobilisés de la commune d'Aunay-sous-Crécy" ayant pour but la camaraderie et l'aide entre ses membres. Son siège est fixé à la mairie.
- 19 septembre 1924, création de la société des habitations à bon marché

Par arrêté du 19 septembre 1924 du Ministre du travail, de l'hygiène, de l'assistance et de la prévoyance sociales, sont approuvés les statuts de la "Société anonyme des habitations à bon marché des bords de la Blaise", à Aunay-sous-Crécy. Lors d'une assemblée générale extraordinaire en date du 1er mars 1957, ses actionnaires prononcent la dissolution de la société. Les comptes de liquidation sont approuvés par l'assemblée générale extraordinaire qui se tient le 2 octobre 1958, après paiement du passif et remboursement du capital, il n'y a aucune excédent d'actif.
- 3 mai 1925, les élections municipales

Au premier tour des élections municipales, le 3 mai 1929, Ernest Lefèvre arrive premier en nombre de voix (77). Les autres élus sont Eugène Foucault (71), René Courpotin (69), Paul Hurel (53), Jules Blin (50), Anatole Maillard (47) et Robert Jumelle (44), avec trois autres candidats en ballottage. Sur 93 électeurs inscrits, il y a eu 86 votants.
- 6 décembre 1927, découverte d'un cadavre sur la ligne de chemin de fer

Un cadavre portant une plaie à la tête est découvert le long de la voie ferrée entre les gares d'Aunay et de Saulnières Morvillette, sur le territoire de la commune d'Aunay-sous-Crécy. Les gendarmes Auvert, maréchal des logis chef à cheval, et Meslier, gendarme à pied, de Dreux, découvrent dans une de ses poches sa carte d'électeur, il s'agit de Louis Lecouturier, né le 14 novembre 1867 à Saint-Pierre-d'Entremont (Orne) et après avoir interrogé Joseph Gervais, 35 ans, garde barrière , Pierre Granet, chef de canton, demeurant à Tréon, Madame Bazoin, 32 ans, garde barrière, Monsieur Lefèvre, maire, concluent à un décès accidentel, la victime ayant été heurté par un train.
- 5 mai 1929, les élections municipales

Aux élections municipales du 5 mai 1929, Ernest Lefèvre arrive premier en nombre de voix (67). Les autres élus sont M. Paul Hurel (58), David (58), Louvin (49), Foucault (46), Robert Jumelle (43), Maillard (42) et Maurice Hurel (40).Lors de la réunion du conseil municipal suivant cette élection Monsieur Lefèvre est élu maire.
- 3 avril 1930, le facteur se noie

Disparu depuis le 3 avril 1930, René Provost, 29 ans, né à Tréon le 3 janvier 1901, marié, père de deux enfants, facteur d'Aunay-sous-Crécy, est retrouvé fin juin 1930 par Eugène Canteloup, de Dreux, noyé dans la Blaise sur les bords de laquelle il était allé pêcher. On constate que sa montre s'était arrêtée à 17h 37. Un scaphandrier avait été envoyé de Paris pour tenter, sans succès, de retrouver son corps. Des fils de fer avaient retenu son corps au fond d'un fosse très profonde. L'enquête conclut à un accident.
- Juin 1931, la rivière à nouveau polluée

Les usines Hurel déversent dans la Blaise de l'acide sulfurique, pour une quantité, selon les techniciens, de vingt tonnes. De toute part, des protestations s'élèvent, d'autant plus qu'un gros effort de rempoissonnement venait d'être fait.
- Février 1933, la rivière une nouvelle fois polluée

Par suite d'un déversement d'acide sulfurique dans la Blaise, au Pont-Blain, par l'usine Hurel, une véritable hécatombe de truites et autres poissons a eu lieu ; le bon cresson de fontaine est devenu tout jaune. À la suite des plaintes portées par des riverains, l'enquête de la gendarmerie démontre que des vannes alimentant les cuves d'acide étaient restées ouvertes et que le trop plein d'une citerne que l'on transvasait s'est par suite répandu dans la rivière.
- Juillet 1933, inauguration en grande pompe du service des eaux

C'est en présence du sous-préfet de Dreux et du député Raymond Bérenger que le service des eaux est inauguré : M. Lefèvre, maire d'Aunay, qui, secondé par un conseil fidèle, réalise tant de choses utiles, qui place chaque jour Aunay-sous-Crécy à l'extrême pointe du progrès, reçoit, entouré des membres du conseil municipal, des membres représentants ou notables de la commune, le représentant du gouvernement.
- 3 juin 1934, la traditionnelle braderie

C'est le dimanche 3 juin 1934 qu'à lieu la traditionnelle braderie d'Aunay-sous-Crécy, avec, cette année, au programme : un premier lancer de ballons (13 h 30, place de la gare), une braderie costumée par le commerce local (14 h, rue de la gare), concert et Music-hall (14 h 30), un second lancer de ballons (18 h, place de la mairie) et un grand bal de nuit avec musique jazz (21 h) et toute la journée fête foraine, chevaux de bois, tirs, loteries, etc.
- 1941, Marcel Desdoigts, élu maire

Après avoir été désigné maire délégué en remplacement de M. Lefèvre, malade, en novembre 1940, Marcel Desdoigts, né à Aunay-sous-Crécy le 9 octobre 1905, fils et petit-fils de conseillers municipaux d'Aunay-sous-Crécy, succède à Monsieur Lefebvre à la mairie. Il assure en réalité les fonctions de maire depuis 1937, Monsieur Lefebvre, maire en titre, étant malade.
- 1942, mort dans les bombardements de la famille Morteau

Georgette Angenard, née à Aunay-sous-Crécy en 1908, a épousé en 1927 Jean Morteau, employé à la SNCF. Ils vivent dans la petite gare d'Aunay-sous-Crécy, puis à partir de 1941 au Pecq avec leurs quatre fils. En 1942, leur pavillon est bombardé par les Alliés, ils sont tous morts. C'est Marcel Desdoigts, le nouveau maire d'Aunay-sous-Crécy, qui se rend au Pecq reconnaître les six corps et les ramène à Aunay-sous-Crécy où ils sont enterrés dans le cimetière.

### La Libération et la fin de la Seconde Guerre mondiale
Aunay-sous-Crécy est libérée en août 1944. Le 12 novembre 1944, à l'unanimité, Marcel Desdoigts est réélu maire de la commune par le conseil municipal, avec pour adjoints Maurice Hurel et Robert Jumelle.
En mars 1945 une pétition est signée par les habitants d'Aunay-sous-Crécy pour avoir du pain. Il y a bien un dépôt de pain dans la commune fait par le boulanger de Tréon, mais celui-ci fonctionne très mal. Des habitants d'Aunay décident de s'adresser à un autre boulanger afin qu'il ouvre un dépôt, celui-ci accepte à condition d'avoir une attestation d'une grande partie de la population s'engageant à acheter son pain. Une Aunaysienne rédige une pétition au nom du Comité des ménagères et l'Union des femmes françaises et demande aux habitants de la signer.
Le dimanche 8 avril 1945, Marcel Desdoigts, maire et président du Comité d'accueil des prisonniers et déportés, souhaite la bienvenue à Jules Legrand et Marcel Carette, de retour dans la commune depuis quelques jours. Il remet à Jules Legrand, enfant du pays, son livret de prisonnier sur lequel une somme de 9.000 fr. est portée, et à Marcel Carette, réfugié de Dunkerque, une enveloppe contenant une somme d'argent qui lui permettra d'attendre la libération de sa ville natale. Un apéritif d'honneur leur est offert au Café de la Gare, pendant lequel un paquet de cigarettes est vendu aux enchères à l'américaine et rapporte 1,200 francs.
Aux élections municipales des 29 avril et 13 mai 1945, au premier tour, il y a 157 votants, Marcel Desdoigts arrive premier en nombre de voix (129 voix). Il est suivi de Maurice Hurel (127 voix), Mary Blin (85 voix) et Marcel Secondé (81) voix ; il y a ballottage pour six sièges. Au second tour, il y a également 157 votants, sont élus : Léon Le Goff (87 voix), Valentin Roptin (84 voix), Auguste Fleury (79 voix), André Allain (78 voix), Eugénie Moreau (70 voix) et Archangélo Stinat (70 voix). À la suite de ces élections, le conseil municipal se réunit, au premier tour Marcel Desdoigts est réélu maire avec 8 voix contre 1 voix pour Maurice Hurel. Sont élus adjoints au maire : Marcel Secondé (10 voix) et Maurice Hurel (9 voix).
Le dimanche 6 mai 1945, le maire reçoit René Allain, André Deshayes et Théophile Grzelack, prisonniers de guerre, ainsi Marcel Baudron et André Lubineau, travailleurs déportés. Il remet aux trois premiers le "livret aux prisonniers" sur lesquels ont été déposés 160 francs par mois d'absence, plus une majoration de 1.000 francs par enfant. Un vin d'honneur est servi à la suite de cette réception officielle.
Le dimanche 3 juin 1945, Marcel Desdoigts, reçoit officiellement à la mairie, avec le conseil municipal et une délégation d'anciens combattants et des délégués des différentes sociétés de la commune, les prisonniers et déportés rapatriés. Après le discours d'accueil prononcé par le maire, un délégué communal leur remet un livret de caisse d'épargne. À la suite de cette réception, un vin d'honneur a été offert au café de la Gare. Puis une vente aux enchères à l'américaine de quatre paquets de cigarettes a lieu et rapporte 4,180 francs.
Le premier 14 juillet de la Libération est célébré. Dès le samedi matin, il y a un réveil en fanfare par la société intercommunale "Le Réveil Tréonnais". À 11 heures, cérémonie religieuse pour les morts. À 14 heures, place de la mairie, la clique sonne le ralliement de tous les habitants. La compagnie de sapeurs-pompiers, sous les ordres de son nouveau et dévoué chef, le sous-lieutenant Léon Le Goff est au garde à vous pour la revue. Un banquet gratuit est servi aux habitants. Puis toute la population et les notabilités se rendent au cimetière ; là, arrêt au monument aux morts, minute de recueillement, les clairons sonnent haut et clair dans la nuit. Puis il y a un défilé, avec arrêt et minute de recueillement devant les tombes du jeune F.F.I. Nicolas, fusillé par les S.S., d'un jeune soldat Sénégalais, enfin devant celle de la famille Morteau entièrement anéantie par les bombardements du Pecq en 1942. Une veillée d'une heure a lieu de 23 à 24 heures devant chacune de ces tombes, faite par les anciens combattants de la guerre 1914-1918 et de celle de 1939-1945, ainsi que des anciens prisonniers de guerre et déportés. À minuit,commence le grand bal populaire.

### Après la Seconde Guerre mondiale
- 9 mars 1947, une journée rurale

Le dimanche 9 mars 1947, dans le cadre des "journées rurales", il y a une affluence considérable aux Établissements Hurel. La matinée est consacrée à deux conférences : "La culture des grains" par M. Challier, agriculteur à Morvillette et "Les difficultés rencontrées par la femme dans la vie rurale" par Mademoiselle Marie-Thérèse Barbot. L'après-midi Maurice et Pierre Hurel expliquent aux visiteurs la fabrication des superphosphates, des engrais organiques et des engrais complets et font visiter les diverses parties de leur usine.
- 19 et 26 octobre 1947, les élections municipales

Aux élections municipales des 19 et 26 octobre 1947, où il y a 181 inscrits, 153 votants et 147 suffrages exprimés, Marcel Desdoigts arrive premier en nombre de voix (118 voix). Il est suivi de MM. Hurel (115 voix), Allain (96 voix), Legoff (95 voix), Brière (89 voix), Blin (84 voix), Bavin (83 voix), Fleury (82 voix) et Cauchon (80 voix).
- 30 mai 1948, remise officielle de la rosette du Mérite agricole à M. Marvin

Le dimanche 30 mai 1948, Marcel Desdoigts, maire, remet lors d'une cérémonie officielle qui se tient à la mairie à M. Eugène Marvin, né le 13 septembre 1879 à Villemeux-sur-Eure, la rosette du Mérite Agricole, à la suite de sa nomination au grade d'officier. Après avoir rappelé que lui et son épouse étaient arrivés à Aunay-sous-Crécy en 1922, comme successeurs de M. et Mme Poussin, le maire déclare dans son discours : "Votre travail acharné, votre compétence horticole et arboricole, votre influence et votre action à la tête des syndicats professionnels vous ont valu l'estime de vos collègues et la distinction des pouvoirs publics." et le termine ainsi : "Au nom de cette commune, nous nous réjouissons, car votre foyer, par son labeur, sa bonne entente, sa probité, est un exemple vivant pour les jeunes qui s'élèvent et aussi une sécurité pour le relèvement de la France que nous souhaitons tous". Marié le 17 mai 1898 à Chérisay, Eugène Marvin fêtera avec son épouse Joséphine Cador ses Noces de diamant ; à l'occasion de cet événement, le 18 mai 1958 la municipalité organise une cérémonie en leur honneur,. Né le 18 septembre 1873 à Villemeux, Eugène Marvin décède à Aunay-sous-Crécy le 16 novembre 1958 à 85 ans.
- 20 juin 1948, une fête au profit de la colonie de vacances d'Aunay-sous-Crécy

Le dimanche 20 juin 1948 a lieu sur la place de la mairie une grande fête pour collecter des fonds au profit de la colonie de vacances de la commune. Il y est procédé à l'élection de la « reine des reines », Mademoiselle Chaussier, d'Aunay-sous-Crécy, est élue. Participent à cette fête, présentés par Monsieur Blondinière, la fantaisiste Suzy Blandy, l'imitateur musical Storna, le chansonnier Blandière, le jongleur Géo Gidy, la danseuse Maddy Landel et les clowns Rogerly et Roberto avec au piano Madame Blanche Bataille. Le soir, un bal est organisé, il se termine au petit jour. Cette année, déjà 32 enfants de la commune ont pu partir trois semaines gratuitement à Saint-Brevin et à Luchon.
- 2 juillet 1948, publication de la création de l'association des familles rurales d'Aunay-sous-Crécy

Le Journal officiel du 2 juillet 1948 mentionne la création de l'Association des familles rurales d'Aunay-sous-Crécy-Tréon. Son but est le respect de la moralité publique, l'étude et la défense des droits et des intérêts moraux et matériaux des familles rurales. Son siège est fixé à la mairie.
- 29 août 1948, une grande kermesse pour restaurer l'église

Le dimanche 29 août 1948 après-midi a lieu dans les prairies de la Vieille Usine, face à la propriété de M. Foucault, une grande kermesse avec de nombreux comptoirs (ouvrages de dames, alimentation, bazar, pâtisserie, bar, salon de thé, gaufres, etc.) et de multiples attractions par des artistes locaux et parisiens, dont des attractions dansantes, en vue de collecter des fonds pour restaurer les églises d'Aunay-sous-Crécy et de Tréon.
- 24 septembre 1948, un père de famille nombreuse tué aux Établissements Hurel

Vendredi 24 septembre 1948, Victor Rio, 48 ans, ouvrier aux Établissements Hurel qui pelletait des superphosphates a été enseveli brutalement par une masse énorme d'engrais déchargés au-dessus de lui et meurt, le crâne fracturé. Il était père de onze enfants, dont l'aîné à 15 ans, alors que sa femme se trouvait dans une clinique parisienne pour un abcès dentaire.
- Mars 1951, création de l'Association des chasseurs et propriétaires d'Aunay-sous-Crécy

Le Journal officiel annonce la création de l'Association des chasseurs et propriétaires d'Aunay-sous-Crécy. Son but est la répression du braconnage, la protection des récoltes et du gibier. Son siège social est fixé à la mairie.
- 8 mars 1959, les élections municipales

Sur 242 inscrits, 209 personnes participent au vote. Sont élus : Maurice Hurel (194 voix), André Allain (191 voix), Marc Marvin (187 voix), Pierre Hurel (181 voix), Marcel Desdoigts (178 voix), André David (175 voix), Pierre Doué (175 voix), Georges Foucault (173 voix), Germain Debré (150 voix), Archanlego Stinat (138 voix) et Léon Legoff (131 voix). À la suite de cette élection, le conseil municipal se réunit le 20 mars, sous la présidence d'Archelango Stinat, doyen d'âge, au premier tour Marcel Desdoigts est réélu maire, et Maurice Hurel, adjoint.
- 14 juillet 1960, le Maire d'Aunay-sous-Crécy honoré

Répondant à l'invitation du Conseil Municipal, Aunay-sous-Crécy reçoit la visite de M. Duluet, sous-préfet de Dreux, venu remettre la médaille d'honneur départementale et communale à M. Desdoigts pour les nombreux services qu'il a rendus et rend encore à la commune. Dans son discours, Maurice Hurel rappelle que la dernière fois qu'un sous-préfet était venu à Aunay-sous-Crécy c'est en juillet 1932 pour inaugurer le service des eaux de la commune et trace le portrait du maire : "Il a l'estime de tous. Il sait commander sans faiblesse, mais aussi servir avec beaucoup de courage." et rappelle que "son grand-père entra au conseil en 1895, son père en 1912, lui-même prenait leur fauteuil le 19 mai 1935." Au cours du banquet qui suit la remise de la médaille, M. Desdoigts reçoit l'hommage de ses concitoyens.
- Janvier 1961, le maniaque d'Aunay-sous-Crécy arrêté

Les gendarmes de la brigade de Dreux mettent fin aux agissements du maniaque qui volait les dessous féminins. Georges Chicot, 43 ans, demeurant à Aunay-sous-Crécy, s'était à deux reprises introduit chez Madame Toutain pour lui subtiliser des sous-vêtements séchant sur un fil. Il escaladait aussi les clôtures pour assister au coucher des jeunes filles.
- 13 janvier 1965, Maurice Hurel condamné pour pollution de la rivière

Le 30 mai 1964, ce sont 30.000 litres de nitrate d'ammoniac qui se sont déversés dans la rivière la Blaise, puis l'Eure et l'Avre. L'enquête démontre que cette pollution provient des établissements Hurel. À l'audience du 13 janvier 1965, Maurice Hurel, président directeur général des Établissements Hurel à Aunay-sous-Crécy, est poursuivi à la suite de cet accident technique qui provoqua par l'écoulement dans l'eau d'une certaine quantité de liqueur de Barrett, la pollution de la Blaise et de l'Eure sur une distance de quatorze kilomètres, entraînant la mort d'une grande quantité de poissons (...) Rendant son jugement, le tribunal condamne M. Hurel à 2.000 francs d'amende et prononce son exclusion de toute société de pêche pendant un an.
- 14 mars 1965, les élections municipales

Sur 233 inscrits, 195 personnes participent au vote. Sont élus : André David (185 voix), Georges Foucault (179 voix), Maurice Hurel (174 voix), Germain Debré (162 voix), Pierre Hurel (162 voix), Marcel Desdoigts (161 voix), Claude Marvin (159 voix), Vladimir Stinat (155 voix), Marcel Molherat (154 voix), Guy Flant (127 voix) et Gilbert Percheron (123 voix).
- Septembre 1966, suppression envisagée de la ligne S.N.C.F Dreux-Aunay-Chartres. Les habitants se mobilisent

C'est à l'initiative de M. Lievens, à la tête du Comité de défense des intérêts des habitants d'Aunay-sous-Crécy, qu'une pétition est signée par 150 habitants d'Aunay-sous-Crécy et de Tréon. Elle est adressée au ministre de l'Équipement. Elle fait part de l'opposition des habitants d'Aunay-sous-Crécy et de Tréon au projet de fermeture de la ligne Dreux-Chartres passant par Aunay-sous-Crécy. Il y a alors trois trains qui circulent tous les jours dans les deux sens. Celui de Chartres vers Dreux en passant par Auany-sous-Crécy part à 8 h 34, 14 h 06 et 19h 07 et celui de Dreux vers Chartres en passant par Aunay-sous-Crécy part à 7 h 16, 10h 40 et 18h 06. Monsieur Lievens souligne que "les lundi, vendredi et samedi notamment ils sont généralement bondés, en raison des marchés de Dreux et Chartres." La ligne voyageurs fermera en 1971.
- Octobre 1967, cérémonie de remise de la croix de Chevalier du mérite au maire

Lors d'une cérémonie présidée par M. Orhel, sous-préfet à Dreux, Pierre Hurel remet à Marcel Desdoigts, maire, la médaille de l'Ordre national du mérite. Dans son discours, Pierre Hurel précise que "Cet homme de caractère, dans la période difficile de la guerre et de l'occupation de 39 à 45, s'est comporté en bon Français. Il n'a pas hésité à enterrer, contre l'ordre formel de l'occupant les aviateurs américains tombés dans la commune ; il a couvert de ses cachets les résistants en difficulté. Il a couvert de sa sympathie, l'action toujours inattendue d'un ancien combattant 14-18 qui, le 11 novembre 1941, n'a pas hésité à fleurir, drapeau en main, la tombe des soldats français au cimetière communal.". Le préfet intervient à son tour et qualifie la commune "d'exemplaire" et félicite la municipalité et M. Desdoigts pour leurs qualités de gestionnaires, puis énumère toutes les réalisations communales depuis 1945.
- 1970, une pétition pour le maintien de la ligne S.N.C.F. signée par la quasi-totalité des habitants d'Aunay-sous-Crécy

À Aunay-sous-Crécy, c'est la population tout entière qui apporte son appui au Comité de Défense de la ligne de chemin de fer Dreux-Chartres. Au nom de ses administrés M. Marcel Desdoigts, le sympathique maire d'Aunay a signé notre pétition tandis que celle-ci circulait dans la commune, grâce à Madame Samson. C'est ainsi que la pétition a recueilli la quasi-totalité des signatures des habitants de la commune, ce qui constitue pour nous un encouragement et pour notre action un gage de succès. Voilà donc un exemple à suivre et ce d'autant plus que le Maire d'Aunay-sous-Crécy joint à la pétition une lettre qui comporte d'intéressantes suggestions qui seront communiquées au comité de défense dans sa réunion de jeudi."
- 14 mars 1971, les élections municipales

Sur 221 inscrits, 193 personnes participent au vote. Sont élus : P. Hurel (146 voix), Germain Debré (141 voix), G. Foucault (129 voix), M. Molhérat (129 voix), G. Percheron (128 voix), C. Marvin (121 voix), G. Flant (119 voix), G.Foucault (119 vois), V. Stinat (117 voix), Marcel Desdoigts (114 voix) et Brigitte Hurel (96 voix). Marcel Desdoigts est réélu maire par le conseil municipal.
- Avril 1971, un jeune de 14 ans se noie

Ludovic Berthelot, 14 ans, part vers 6 h 30 du matin à la pêche. Vers 9 h 30 ses parents ne le voyant pas revenir s'inquiètent et trouvent sur place sa musette et sa canne à pêche. Son père, Pierre Berthelot, employé aux Établissements Hurel alerte M. Desdoigts, maire, lequel fait aussitôt appel aux pompiers de Dreux. C'est à 15 h 30 que le corps est retrouvé. Son hameçon s'était accroché à une branche, il est monté sur le muret du déversoir, a glissé et est tombé dans l'eau profonde, mourant d'une hydrocution.
- Août 1971, la commune inondée

Dans la nuit du jeudi 19 août au vendredi 20 août 1971, un orage d'une rare violence éclate, il est accompagné de trombes d'eau qui s'abattent sur la vallée de la Blaise. À Aunay-sous-Crécy, les côtes du bois des Aises et du cimetière sont transformés en torrent, de nombreuses habitations de la rue principale sont touchées. À 2 h. 30 du matin, on vient réveiller le maire, M. Marcel Desdoigts, car la maison de M. et Mme Sanson est inondée et se trouve isolée par l'eau. Des sauveteurs bénévoles viennent à leur secours.
- Août 1974, violent incendie aux Établissements Hurel

Il est environ 18h 30 lorsque la sirène retentit trois fois, appelant tous les pompiers bénévoles disponibles. Le feu est né dans l'atelier de granulation, il se propage à la grande cheminée haute d'une vingtaine de mètres. Une épaisse fumée noire recouvre en quelques instants toute la commune, mais aussi la plaine environnante. Les sapeurs-pompiers de Dreux interviennent. Sont sur place Pierre Hurel, P.D.G. des établissements et Marcel Desdoigts, maire. Les dégâts sont estimés à plus dizaines de millions d'anciens francs, mais le pire a pu être évité.
- 14 novembre 1976, démission du maire Marcel Desdoigts, après 41 ans de mandat municipal

Marcel Desdoigts, élu municipal depuis 1935, élu adjoint au maire en 1936, maire d'Aunay-sous-Crécy depuis 1941, démissionne pour raisons de santé. Le 23 décembre 1976, le conseil municipal se réunit et élit pour nouveau maire Pierre Hurel.
- 13 et 20 mars 1977, les élections municipales

Sur 344 inscrits, il y a 308 votants et 297 suffrages exprimés. Sont élus au premier tour : Josiane Guibert, Jean-Pierre Sirdey, François Dropsy, Aimar Gosner, Noël Ondarsecki, Pierre Hurel, Germain Debré et Guy Foucault. Il y a ballottage pour trois sièges. Au second tour, il y a 285 votants et 279 suffrages exprimés. Sont élus : Brigitte Hurel, Marcel Molherat et Hervé Destienne. Lors de la réunion du premier conseil municipal suivant cette élection, Jean-Pierre Sirdey est élu maire par 8 voix, contre 5 à François Dropsy, lequel est élu premier adjoint. Madame Guibert est élue second adjoint.
- 14 août 1977, le cafetier d'Aunay abat son épouse de deux coups de fusil

Ayant acquis avec son épouse en mai 1976 de Madame Lebras le café-tabac-journaux de la Grande rue, Jacques C., ancien ouvrier de l'usine Actime, abat à Aunay-sous-Crécy de deux coups de fusil son épouse Fioralla G., surnommée "Moumouche" par ses clients, qui l'avait quitté pour un autre homme et vivait avec lui dans une caravane au camping de Vernouillet et après tente de se suicider en se tirant dans la tête avec son fusil ; affreusement blessé au visage, il survivra après avoir été opéré à l'hôpital d'Évreux. Ils ont deux enfants de 9 et 12 ans.
- 6 et 13 mars 1983, les élections municipales

Sur 378 inscrits, il y a 322 votants et 311 suffrages exprimés. Sont élus au premier tour : Guy Foucault (276 voix), Marcel Molherat (273 voix), Jean-Pierre Sirdey (270 voix), Pierre Hurel (260 voix), C. Breton (258 voix), B. Hurel (238 voix), J. Holvoêt-Vermaut (229 voix), M. Josselin (217 voix), B. Théophile (203 voix), Josiane Guibert (195 voix), Prieur (174 voix), Hervé Destienne (173 voix) et N. Pinguenet (167 voix). Il y a ballottage pour deux sièges. Au second tour, il y a 302 votants et 288 suffrages exprimés. Sont élues : Jacqueline Boullanger (156 voix) et Monique Allais (154 voix).